# Mario Lanza
Mario Lanza   (Filadèlfia, 31 de gener de 1921 - Roma, 7 d'octubre de 1959) nom artístic d'Alfredo Arnold Colozza va ser un tenor i actor nord-americà.

## Biografia
Nascut de família italiana, la seva inclinació al cant ja es va veure afavorida a la infància per l'admiració que per Caruso sentia el seu pare. El pare d'Alfredo, Antonio Cocozza, havia estat un heroi de la Primera Guerra Mundial i la seva mare, María Lanza, tenia una veu bonica, però no va poder estar als escenaris perquè el seu pare no ho va permetre.Va tenir uns humils començaments dels quals va passar de manera gairebé fulminant a l'èxit mundial. Al llarg de poc temps saltava de l'anonimat a la popularitat més fulgurant; de la modesta habitació a Filadèlfia, on vivia amb els seus pares, a la conquesta sensacional de Hollywood.
Després de treballar un temps en modestes ocupacions, havia estudiat a l'Escola Musical de Berkshire (Massachusetts), on el va fer ingressar el director d'orquestra Serge Koussevitzky, al Festival de Música de l'Escola va fer la seva estrena, a l'obra Les alegres comares de Windsor'. La seva carrera operística va ser interrompuda per la Segona Guerra Mundial, quan va ser assignat als Serveis Especials de la Força Aèria Nord-americana. Va reprendre la seva carrera de cantant l'octubre de 1945 en un programa de la cadena radial CBS anomenat Great Moments in Music (Grans moments de la música), on va fer sis aparicions cantant música operística. Més tard va estudiar sota la direcció del professor italià Enrico Rosati durant quinze mesos.
Posteriorment, va iniciar una extensa gira de vuitanta-sis concerts als Estats Units, Canadà i Mèxic entre juliol de 1947 i maig de 1948. Arran d'un concert al Hollywood Bowl el seu talent va cridar l'atenció de l'executiu i fundador de la cinematogràfica MGM (Metro-Goldwyn-Mayer), Louis B. Mayer, que va fer signar a Lanza un contracte cinematogràfic de set anys de durada.
Al mateix temps que iniciava la seva carrera cinematogràfica, va realitzar els seus primers enregistraments comercials per a RCA Victor. Les primeres cintes que va protagonitzar, That Midnight Kiss i The Toast of New Orleans, van ser tan reeixides com la seva carrera discogràfica, cosa que va incrementar enormement la seva fama. El 1951, Lanza va encarnar el tenor italià Enrico Caruso a la cinta The Great Caruso, que va obtenir un ressonant èxit. Simultàniament, la seva popularitat va exposar a Lanza a intenses crítiques d'alguns experts, incloent-hi aquells que havien apostat pel seu treball en els seus anys inicials.
Hollywood, però, amb la seva implacable i freda organització comercial, seria un revulsiu per al seu temperament exuberant i apassionat, potser infantil en el fons i sense una sòlida base cultural. () Tot i els espectaculars èxits de Hollywood, però, amb la seva implacable i freda organització comercial, seria un revulsiu per al seu temperament exuberant i apassionat, potser infantil en el fons i sense una sòlida base cultural. () Tot i els espectaculars èxits de Because You're Mine i Serenade; va ser acomiadat el 1952, després de gravar les cançons de la cinta The Student Prince (El príncep estudiant). La raó més freqüentment citada a la premsa del moment va ser el seu físic amb sobrepès, que li impedia lluir el vestidor de la pel·lícula, però segons els seus biògrafs la raó real va ser una discussió que es va generar amb el director inicial de la cinta, Curtis Bernhardt, qui va exigir al tenor que tornés a gravar la banda sonora perquè li semblava que estava cantada «d'una manera molt emocional». Mario Lanza va decidir no treballar en aquesta pel·lícula amb aquest director, tret que fos designat un altre. La MGM es va negar a substituir Bernhardt, i la pel·lícula es va fer posteriorment amb l'actor Edmund Purdom doblant la veu de Lanza. Irònicament, el director de la pel·lícula va ser Richard Thorpe, el mateix home proposat per Lanza davant MGM per substituir Bernhardt, i amb qui havia tingut una excel·lent relació de treball a El Gran Caruso.
Deprimit pel seu acomiadament, i amb la seva confiança en si mateix greument soscavada, Lanza es va convertir en un virtual solitari durant més d'un any, buscant refugi amb freqüència a l'alcohol. Durant aquest període també va estar molt a prop de la fallida econòmica com a resultat de les males decisions d'inversió preses pel seu exapoderat artístic, i dels seus hàbits de despeses fastuoses que el van deixar amb uns 250.000 dòlars en deutes per impostos.
La seva ascendència italiana l'inclinava a creure que el seu esperit trobaria millor acomodament a Europa que al continent americà i es va traslladar a Roma el maig de 1957, on va treballar a la pel·lícula Els set turons de Roma (on va cantar la cèlebre cançó "Arrivederci Roma") i va tornar a realitzar una sèrie de concerts de fama a tot el Regne Unit, Irlanda i el continent europeu. Tot i que la seva salut decaia, el que es va traduir en una sèrie de cancel·lacions durant aquest període, Lanza va continuar rebent ofertes per a òperes, concerts, i pel·lícules.
A finals d'agost de 1958 va fer una sèrie d'enregistraments operístics a l'Òpera de Roma per a la banda sonora del que va ser la seva última pel·lícula, For the first time (Per primera vegada). Aquí va entrar en contacte amb el director artístic de l'Òpera de Roma, Riccardo Vitale, que sembla que li va oferir el paper de Canio a l'òpera I Pagliacci durant la temporada 1960-61. Alhora, la seva salut va continuar decaient i va patir una varietat de malalties, incloent-hi flebitis aguda i hipertensió arterial.
L'abril del 1959 va patir un atac cardíac, seguit d'una pneumònia doble a l'agost. Va morir a Roma el 7 d'octubre de 1959 als trenta-vuit anys d'una embòlia pulmonar. La seva vídua, Betty Cocozza, es va traslladar a Hollywood amb els seus quatre fills i es va suïcidar amb barbitúrics cinc mesos més tard; Marc, el més jove dels seus dos fills, va morir el 1993 d'un atac de cor a l'edat de trenta-set anys. Sis anys més tard, Colleen, la filla gran, va morir als quaranta-vuit anys, en ser atropellada en una autopista. Damon Lanza, el fill gran de la parella, va morir l'agost del 2008 als cinquanta-cinc anys d'un atac de cor.
La curta carrera de Lanza abasta òpera, ràdio, concerts, enregistraments i pel·lícules. Va ser el primer artista de la RCA Victor segell vermell, de la qual va rebre un Disc d'Or. També va ser el primer artista a vendre dos milions i mig d'àlbums. Lanza va inspirar la carrera de les successives generacions de cantants d'òpera, inclosos Plácido Domingo, Luciano Pavarotti, Leo Nucci, Mauro Calderón, Joseph Calleja i Josep Carreras, així com les de cantants aparentment amb diferents antecedents i influències. El 1994, el tenor Josep Carreras va retre homenatge a Lanza en una gira de concerts per tot el món, i va declarar: «Si sóc cantant d'òpera, és gràcies a Mario Lanza».